# HD63005
HD63005 — хімічно пекулярна зоря спектрального класу
O8 й має видиму зоряну величину в смузі V приблизно  9,1.